# Who Are You: School 2015
Who Are You: School 2015 (hangul: 후아유: 학교 2015; rr: Huayu: Hakgyo 2015) é uma série de televisão sul-coreana estrelada por Kim So-hyun, Yook Sungjae e Nam Joo-hyuk. Composta por 16 episódios, foi exibida pela KBS2 de 27 de abril a 16 de junho de 2015, e foi transmitida todas as segundas e terças-feiras às 21:55.

## História
Go Eun Byul e Lee Eun Bi são irmãs gêmeas separadas no nascimento. Eun Bi vive na Casa do Amor, um orfanato em Tongyeong, na província de Gyeongsang, onde os mais jovens a veem como uma figura materna. No entanto, ela esconde o fato de que sofre bullying na escola por um grupo de garotas lideradas por Kang So Young.
Por outro lado, Go Eun Byul é a garota mais popular do Sekang High School, a escola privada mais prestigiada do distrito de Gangnam em Seul. As melhores amigas de Eun Byul são Cha Song Joo e Lee Shi Jin. Ela também possui uma grande amizade com o melhor nadador da escola, Han Yi Ahn, sendo que eles se conhecem desde os oito anos.Além disso, ao contrário da alegre Eun Bi,Eun Byul é bastante grossa e possui muitos segredos.
Embora elas pareçam exatamente iguais, apenas Eun Byul está ciente de que possui uma irmã gêmea. 
Um dia, em uma viagem de campo da escola para Tongyeong, Eun Byul desaparece misteriosamente. Ao mesmo tempo, Eun Bi é injustamente expulsa da sua escola e pula de uma ponte, em uma tentativa de suicídio. Dez dias depois, Eun Bi, que teve como sequela a perda de memória, é confundida com a sua irmã gêmea, Eun Byul, e a mãe adotiva a leva para casa, onde ela começa a viver como Eun Byul.
Quando recupera a sua memória, Eun Bi percebe que não é Eun Byul e descobre que um outro corpo foi encontrado no local em que ela supostamente cometeu o suicídio. Assim, ela começa a viver como Eun Byul, uma vez que Eun Bi está "morta". Logo, Kang So Young que foi transferida para Sekang High School, descobre que Eun Bi está fingindo ser Eun Byul e começa a atormentar.
Felizmente,Tae Kwang,o colega de classe de Eun Bi e o encrequeiro da escola,defende Eun Bi de So Young toda vez que So Young tentar intimidar Eun Bi.Eun Bi também resiste So Young sobre sua identidade,e So Young tenta de tudo para fazer Eun Bi ser transferida.Eun Bi conta sua identidade real para Tae Kwang,sendo ele a única pessoa que sabe a identidade real de Eun Bi.Tae Kwang começa a desenvolver sentimentos por Eun Bi.
Han Yi Ahn nota que existe uma grande diferença entre a Go Eun Byul antes e depois do incidente em Tongyeong o que o leva a levar a desconfiar de "Go Eun Byul" e a começar a acreditar nas armadilhas que Kang So Young fazia, descobrindo a verdadeiramente identidade de Eun Bi e ajudando-a como Tae Kwang.

## Elenco

### Personagens principais
- Kim So-hyun como Lee Eun Bi/Go Eun Byul
  - Kang Ji-woo como Go Eun Byul criança
- Yook Sungjae como Gong Tae Kwang
- Nam Joo-hyuk como Han Yi Ahn

### Personagens secundários

#### Sekang High School
- Lee Pil Mo como Kim Joon Suk
- Lee Hee Do como vice diretor
- Shin Jung Geun como estudante supervisor
- Jeong Su Yeong como Ahn Joo Ri
- Lee Shi Won como Jeong Min Young
- Choi Dae-cheol como técnico de natação
- Kim Jin-yi como professora de enfermagem

##### Classe 2-3
- Lee David como Park Min Joon
- Kim Hee-jung como Cha Song Joo
- Lee Cho-hee como Lee Shi Jin
- Jo Soo Hyang como Kang So Young
- Park Doo-sik como Kwon Ki Tae
- Yoo Young como Jo Hae Na
- Jang In Sup como Sung Yoon Jae
- Kim Bo Ra como Seo Young Eun
- Kim Min Suk
- Choi Hyo Eun
- Lee Jin Kwon
- Ji Ha Yun
- Park Ah Sung
- Seo Cho Won
- Jo Byung Gyu
- Kwon Eun Soo
- Oh Woo Jin
- Jeong Ye Ji
- Lee Seung Ho
- Han Sung Yun

#### Outros personagens
- Jeon Mi-seon como Song Mi Kyung (mãe adotiva de Eun-byul)
- Jeon No-min como diretor Gong Jae Ho (pai de Tae Kwang)
- Jung In-gi como Park Joon Hyung (pai de Min Joon)
- Kim Jung-nam como Shin Jung Min (mãe de Min Joon)
- Kim Se Ah como Shin Yi Young (mãe de Shi Jin)
- Jo Dook Hyun como Promotor Kang (pai de So Young)
- Jung Jae Eun como mãe de So Young
- Lee Dae-yeon como Han Ki Choon (pai de Yi Ahn)
- Yang Hee-Kyung como Park Min-gyeong (administradora da Casa do Amor)
- Lee Kang Min & Yoo Se Hyung como nadadores veteranos
- Yoo Yeon Mi como Yeon Mi Joo

### Participações especiais
- Lee Hyeon-gyeong como professora do colégio (ep 1)
- Lee Jae In como Ra Jin (ep 1 e 5)
- Park Hwan-hee como Kim Gyeong-jin (ep 1)
- Shin Seung-jun & Lee Ho Geun como locutores (ep 1)
- Park Yeong-su como donos do karokê (ep 2)
- Kim Min-yeong como Lee Su-mi (agressora de Eun Bi; ep 1, 4-6)
- Lee Jeong-eun como mãe de Seo Yeong-eun (ep 2-3)
- Choi Soo Rin como Song Hae Young (mãe de Tae Kwang; ep 4)
- Yeom Gyeong-hwan (ep 6)
- Kim Ga-young (Stellar) (ep 6)
- Sam Hammington como novo professor de inglês da Sekang High (ep 15)
- Bae Soo Bin como professor da classe 2-3 da Sekang High (ep 16)

## Trilha sonora
| Who Are You: School 2015 OST Part 1 |                        |                   |         |  |
| N.º                                 | Título                 | Artista           | Duração |  |
| 1.                                  | "Reset"                | Tiger JK Jin Shil | 04:03   |  |
| 2.                                  | "Reset" (instrumental) |                   | 04:03   |  |

| Who Are You: School 2015 OST Part 2 |                                    |                |         |  |
| N.º                                 | Título                             | Artista        | Duração |  |
| 1.                                  | "Fly With the Wind" (바람에 날려)  | Baechigi Punch | 03:11   |  |
| 2.                                  | "Fly With the Wind" (instrumental) |                | 03:11   |  |

| Who Are You: School 2015 OST Part 3 |                                                            |             |         |  |
| N.º                                 | Título                                                     | Artista     | Duração |  |
| 1.                                  | "I'll Listen to What You Have to Say" (너의 얘길 들어줄게) | Yoon Mi-rae | 03:14   |  |
| 2.                                  | "I'll Listen to What You Have to Say" (instrumental)       |             | 03:14   |  |

| Who Are You: School 2015 OST Part 4 |                           |         |         |  |
| N.º                                 | Título                    | Artista | Duração |  |
| 1.                                  | "Remember"                | Byul    | 03:37   |  |
| 2.                                  | "Remember" (instrumental) |         | 03:37   |  |

| Who Are You: School 2015 OST Part 5 |                         |         |         |  |
| N.º                                 | Título                  | Artista | Duração |  |
| 1.                                  | "Prayer" (기도)         | Younha  | 04:18   |  |
| 2.                                  | "Prayer" (instrumental) |         | 04:18   |  |

| Who Are You: School 2015 OST Part 6 |                            |                           |         |  |
| N.º                                 | Título                     | Artista                   | Duração |  |
| 1.                                  | "That Name" (그 이름)      | Kim Jong-hyun Lee Tae-min | 03:37   |  |
| 2.                                  | "That Name" (instrumental) |                           | 03:37   |  |

| Who Are You: School 2015 OST Part 7 |                         |                   |         |  |
| N.º                                 | Título                  | Artista           | Duração |  |
| 1.                                  | "Return"                | Wendy Yook Ji Dam | 03:52   |  |
| 2.                                  | "Return" (instrumental) |                   | 03:52   |  |

| Who Are You: School 2015 OST Part 8 |                            |                           |         |  |
| N.º                                 | Título                     | Artista                   | Duração |  |
| 1.                                  | "Love Song"                | Yook Sungjae Park Hye-soo | 03:25   |  |
| 2.                                  | "Love Song" (instrumental) |                           | 03:25   |  |

## Recepção
| Episódio # | Data de transmissão | Audiência média | Audiência média              | Audiência média | Audiência média              |
| Episódio # | Data de transmissão | TNmS Ratings    | TNmS Ratings                 | AGB Nielsen     | AGB Nielsen                  |
| Episódio # | Data de transmissão | Em todo o país  | Região Metropolitana de Seul | Em todo o país  | Região Metropolitana de Seul |
| ---------- | ------------------- | --------------- | ---------------------------- | --------------- | ---------------------------- |
| 1          | 27 de abril de 2015 | 4.8%            | 5.1%                         | 3.8%            | 3.4%                         |
| 2          | 28 de abril de 2015 | 4.8%            | 4.8%                         | 4.2%            | 3.8%                         |
| 3          | 4 de maio de 2015   | 6.5%            | 6.6%                         | 4.1%            | 4.1%                         |
| 4          | 5 de maio de 2015   | 6.3%            | 6.8%                         | 5.9%            | 5.7%                         |
| 5          | 11 de maio de 2015  | 6.7%            | 7.4%                         | 5.0%            | 5.6%                         |
| 6          | 12 de maio de 2015  | 7.1%            | 7.8%                         | 6.0%            | 6.5%                         |
| 7          | 18 de maio de 2015  | 7.3%            | 8.0%                         | 6.0%            | 6.4%                         |
| 8          | 19 de maio de 2015  | 7.6%            | 8.0%                         | 6.7%            | 7.2%                         |
| 9          | 25 de maio de 2015  | 7.8%            | 8.9%                         | 6.8%            | 7.0%                         |
| 10         | 26 de maio de 2015  | 7.4%            | 8.2%                         | 7.1%            | 7.1%                         |
| 11         | 1 de junho de 2015  | 8.2%            | 9.2%                         | 6.9%            | 7.9%                         |
| 12         | 2 de junho de 2015  | 8.1%            | 8.9%                         | 7.0%            | 7.6%                         |
| 13         | 8 de junho de 2015  | 8.9%            | 10.3%                        | 7.7%            | 8.1%                         |
| 14         | 9 de junho de 2015  | 8.6%            | 9.9%                         | 8.1%            | 8.6%                         |
| 15         | 15 de junho de 2015 | 9.2%            | 10.0%                        | 7.5%            | 8.1%                         |
| 16         | 16 de junho de 2015 | 9.7%            | 11.7%                        | 8.2%            | 8.5%                         |
| Média      | Média               | 7.4%            | 8.2%                         | 6.3%            | 6.6%                         |